# Antoine Gombaud
Antoine Gombaud, född 1607, död 1684, kallad Chevalier de Méré, fransk hasardspelare på 1600-talet, känd för att formulerat de Mérés problem.